# Metamenophra canidorsata
Metamenophra canidorsata là một loài bướm đêm trong họ Geometridae.